# 斯拉維揚卡河

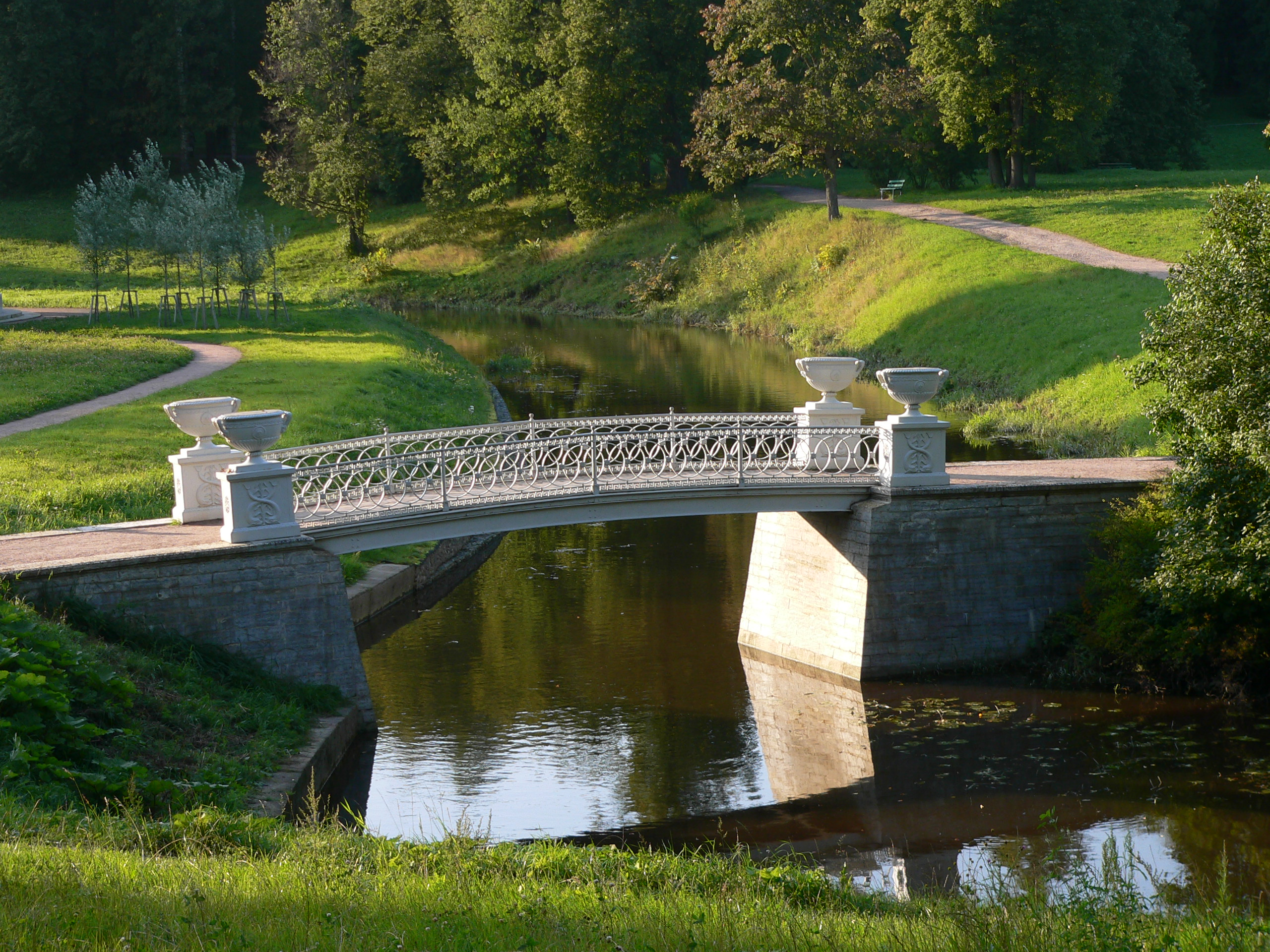

斯拉維揚卡河（俄语：Славянка），是俄羅斯的河流，位於該國西部列寧格勒州和圣彼得堡直辖市，屬於涅瓦河的支流，發源自巴甫洛夫斯克西南面9公里，河道全長31公里，流域面積230平方公里。